# Тропіки (серіал, 2023)
«Тропіки» (тур. Dönence) — турецький молодіжний телесеріал 2023 року у жанрі романтики, драми та створений компанією D Media. В головних ролях — Джанер Топчу, Сюмейє Айдоган, Емре Кинай, Атакан Хошгьорен. Перша серія вийшла в ефір 4 липня 2023 року. Серіал має 1 сезон. Завершився 14-м епізодом, який вийшов у ефір 11 жовтня 2023 року. Серіал є адаптацією ізраїльського серіалу «Exceptional», 2022 року.

## Сюжет
Історія молодої дівчини Гедже, яка має сестру з синдромом Аспергера на ім'я Гюльче. Переїзд зі Стамбула до школи, де навчатиметься її сестра, змінить усе життя Гедже.

## Актори та персонажі
| Актор             | Роль    |
| ----------------- | ------- |
| Джанер Топчу      | Озгюр   |
| Сюмейє Айдоган    | Гедже   |
| Емре Кинай        | Джем    |
| Атакан Хошгьорен  | Емір    |
| Дідем Інселел     | Верда   |
| Огюн Каптаноглу   | Харун   |
| Улкю Хілал Чіфтчі | Гюльче  |
| Ахмет Варли       | Селман  |
| Дога Каракас      | Рюзгар  |
| Назли Четін       | Сера    |
| Шебнем Догруер    | Фатма   |
| Алара Бозбей      | Уфук    |
| Месут Їлмаз       | Серкан  |
| Еда Нур Гюльбудак | Заріфе  |
| Муаммер Талі      | Фікрет  |
| Умут Кая          | Аліджан |
| Берфін Ант        | Джерен  |

## Сезони
| Сезон | Епізоди | Епізоди | Оригінальний показ | Оригінальний показ | Оригінальний показ |
| Сезон | Епізоди | Епізоди | Перший показ       | Останній показ     | Мережа             |
| ----- | ------- | ------- | ------------------ | ------------------ | ------------------ |
| 1     | 14      | 14      | 4 липня 2023       | 11 жовтня 2023     | Канал D            |

## Рейтинги серій

### Сезон 1 (2023)
| Серія       | Рейтинг (TOTAL) | Рейтинг (AB) | Рейтинг (ABC1) |
| ----------- | --------------- | ------------ | -------------- |
| 1.          | 2.45            | 2.65         | 2.42           |
| 2.          | 3,89            | 3.40         | 4.05           |
| 3.          | 2.78            | 2.73         | 2.86           |
| 4.          | 3.38            | 2.38         | 2.88           |
| 5.          | 2,97            | 2.63         | 2.96           |
| 6.          | 2.47            | 1.68         | 2.37           |
| 7.          | 2.71            | 1.59         | 2.14           |
| 8.          | 2.34            | 2.42         | 2.30           |
| 9.          | 2.69            | 2.06         | 2.20           |
| 10.         | 1,98            | 1.79         | 1,98           |
| 11.         | 1,98            | 1.42         | 2.04           |
| 12.         | 1,88            | 1.16         | 1.75           |
| 13.         | 1.74            | 1.28         | 1.83           |
| 14. (фінал) | 2.09            | 1.70         | 1,96           |

## Нагороди
| Рік  | Премія                       | Категорія                               | Номінант          | Результат |
| ---- | ---------------------------- | --------------------------------------- | ----------------- | --------- |
| 2023 | 49. Премія «Золотий метелик» | Найкращий романтичний комедійний серіал | Тропіки           | Номінація |
| 2023 | 49. Премія «Золотий метелик» | Найкращий дитячий актор / акторка       | Улкю Хілал Чіфтчі | Номінація |